# Venetian Snares
A Venetian Snares egy kanadai zenész, Aaron Funk (1975 január 11 –) előadói neve. A winnipegi művész behatárolhatatlan stílusú, kísérletező jellegű elektronikus zenét játszik, gyakran szokatlan, nem 4/4-es ütemben.
Eddigi, viszonylag rövid pályafutása során rengeteg lemezt jelentetett meg különféle független lemezkiadók (History of the Future, Isolate, Addict, Zod, Distort, Low-Res, Planet Mu, Sublight, Hymen) kiadásában.
Funk gyermekkorában zongorázni tanult, de ez nem kötötte le igazán. Tizenévesen egy punkzenekarban játszott, majd hamarosan az experimentális zene keltette fel érdeklődését. Kezdetben a városban felvett zajokkal dolgozott, magnószalagon vágta össze alkotásait. Később egy Amiga számítógép lett segítségére a zeneszerzésben.
Első lemeze, a Greg Hates Car Culture egy kis minneapolisi kiadónál, a History of the Future-nél jelent meg 1999-ben. Ezt követte 2000-ben az első teljes hosszúságú album, a printf("shiver in eternal darkness/n"); az Isolate gondozásában.
A 2001-ben megjelent Songs About My Cats (Dalok a macskáimról) című nagylemez dalait Funk négy macskájának ajánlotta. A lemezborítón a dalok címeiben a macskák nevei pirossal kiemelten jelennek meg, az utolsó, Look (Nézd) című dal pedig több képet is tartalmaz a lemez ihletőiről. A képek spektrumanalizátor segítségével közvetlenül megtekinthetőek. Hasonló technikával rejtett el képeket munkáiban Richard D. James (Aphex Twin) is. A képeket és az eljárás bővebb leírását tartalmazza (angol nyelven) a következő weboldal: bastwood.com.
A 2002-es Winter in the Belly of a Snake az első lemez, amelyen Funk énekel is. A Dad (Apa) című dalt a lemez felvétele előtt nem sokkal elhunyt édesapjához írta.
A 2003-as The Chocolate Wheelchair Album a legkülönfélébb forrásokból tartalmaz hangmintákat, egyebek között a Coronation Street című brit szappanoperából, a Szezám utca (Sesame Street) című amerikai gyermekműsorból és a Ki vagy, doki? című sorozatból.
Szintén 2003-ban jelent meg a 2001-es Doll Doll Doll folytatása, a Find Candace. A két meglehetősen sötét hangulatú lemez egy eldobott, megkínzott baba nézőpontját ábrázolja, horrorfilmekből, rendőrségi hírekből vett részletekkel. A lemezek borítóit Trevor Brown készítette.
A Venetian Snares 12. stúdiólemezét, a 2005-ben megjelent Rossz csillag alatt születettet Funk egy magyarországi látogatása ihlette, melynek során a művész a Budavári Palotában sétálva elképzelte, milyen lenne galambként megtapasztalni a város látványát. Ez az élmény mély benyomást gyakorolt rá, és eddigi talán legfelkavaróbb munkáját inspirálta. A felvétel alkalmára Funk megtanult elektromos hegedűn és trombitán játszani. Az albumon szerepel Seress Rezső Szomorú vasárnap című slágerének egy meglehetősen elvont feldolgozása is. A lemez és az összes rajta szereplő dal magyar címet kapott.
A lemez óta többször is járt Magyarországon, ahol szoros baráti kapcsolatot alakított ki egy magyar dobossal Pándi Balázzsal akivel 2006 óta folyamatosan dolgozik együtt zenéken Budapesten és Winnipegben egyaránt. Az első közös munka a Pink+Green VIP volt, melynek sessionéből azóta is gyakran használ fel akár csak 1-2 ütemre az akkor felvett dobmintákból, illetve legutóbbi Last Step álnéven megjelent lemezén az 1961-en, szinte végig használja a mintákat.

## Diszkográfia
- Spells (1998, kazetta, saját kiadás)
- Subvert! (1998, kazetta, saját kiadás)
- Greg Hates Car Culture (1999, History Of The Future)
- Salt (2000, Zhark International)
- printf("shiver in eternal darkness/n"); (2000, Isolate)
- 7 Sevens Med EP (2000, Low Res)
- Untitled [white label] (2001, Hangars Liquides)
- Defluxion / Boarded Up Swan Entrance (2001, Planet Mu)
- Shitfuckers!!! (2001, Dyslexic Response)
- Making Orange Things [a Speedranch-csel közösen] (2001, Planet Mu)
- Songs About My Cats (2001, Planet Mu)
- Doll Doll Doll (2001, Hymen)
- Higgins Ultra Low Track Glue Funk Hits 1972 – 2006 (2002, Planet Mu)
- 2370894 (2002, Planet Mu)
- Winter In The Belly Of A Snake (2002, Planet Mu)
- A Giant Alien Force More Violent & Sick Than Anything You Can Imagine (2002, Hymen)
- Nymphomatriarch [Hecate-tel közösen] (2003, Hymen)
- Find Candace (2003, Hymen)
- Badminton (2003, Addict)
- Einstein-Rosen Bridge (2003, Planet Mu)
- The Chocolate Wheelchair Album (2003, Planet Mu)
- Moonglow / This Bitter Earth (2004, Addict)
- Horse And Goat (2004, Sublight Records, Inc.)
- Huge Chrome Cylinder Box Unfolding (2004, Planet Mu)
- Infolepsy EP (2004, Coredump Records)
- Winnipeg Is a Frozen Shithole (2005, Sublight Records, Inc.)
- Rossz csillag alatt született (2005, Planet Mu)
- Meathole (2005, Planet Mu)
- Cavalcade of Glee and Dadaist Happy Hardcore Pom Poms (2006, Planet Mu)
- Hospitality (2006, Planet Mu)
- Pink + Green (2007, Sublight Records)
- My Downfall (Original Soundtrack) (2007, Planet Mu)
- Detrimentalist (2008, Planet Mu)
- My So-Called Life (2010, Timesig)
- My Love Is a Bulldozer (2014, Planet Mu)
- Thank You for Your Consideration (2015, self-released)
- Traditional Synthesizer Music (2016, Planet Mu)
- She Began to Cry Tears of Blood Which Became Little Brick Houses When They Hit the Ground (2018, self-released)
- Venetian Snares x Daniel Lanois (2018, Timesig, collaboration with Daniel Lanois)
- Greg Hates Car Culture (2019, Timesig)